# Mellansvenska kartracingserien
Mellansvenska kartracingserien (MKR) arrangerar tävlingar i gokart eller karting. 
Tävlingsserien 2017 består av åtta deltävlingar (varav 6 stycken räknas). MKR körs i sju tävlingsklasser enligt följande: Formel Micro, Formel Mini, Junior 60, Junior 125, Senior 125, Rotax DD2 och KZ2. I serien körs även en utbildningsklass kallad Cadetti.

## MKR Serien 2017
- Linköpings MS 6-7/5
- Enköpings MK 20-21/5
- Rättvik RK 3-4/6
- Skövde 17-18/6
- Södertälje KRC 5-6/8
- Katrineholms MK 19-20/8
- Järfälla MK 2-3/9
- Rasbo MK 16-17/9

## Vinnare av MKR

### Formel Micro
- 2016 - Theo Thorszelius (Rasbo MK)
- 2015 - Noah Eriksson (Katrineholms MK)
- 2014 - Elliot Sjögren (Linköpings MS)
- 2013 - Filip Wandin (SMK Gävle)
- 2012 - Max Runesson (Södertälje KRC)
- 2011 - Jakob Bälter (Mora MK)
- 2010 - Linus Lundqvist (Södertälje KRC)
- 2009 - Nicklas Oscarsson (08 Karting)
- 2008 - Victor Bouveng (Rasbo MK)
- 2007 - Arvid Aronsson (Rasbo MK)
- 2006 - Conrad Hildebrandt (Järfälla MK)
- 2005 - Adam Skärgård (Järfälla MK)2013
- 2004 - Rasmus Mårthen (Mora MK)
- 2003 - Simon Reinberth (Borlänge MK)
- 2002 - Johan Loften (Södertälje KRC)
- 2001 - Johan Sandberg (Västerås GK)
- 2000 -  Patrik Björk (Södertälje KRC)
- 1999 - Andreas Lindgren (Västerås GK)
- 1998 - Dick Sahlén (Järfälla MK)
- 1989 - Charles Andersson (Kils MK)

### Formel Mini
- 2016 - Elliot Sjögren (Linköpings MS)
- 2015 - Sofia Svennberg-Jakobsson (Södertälje KRC)
- 2014 - Max Runesson (Södertälje KRC)
- 2013 - Max Runesson (Södertälje KRC)
- 2012 - Jakob Bälter (Mora MK)
- 2011 - Linus Lundqvist (Södertälje KRC)
- 2010 - Jonas Carsting (Södertälje KRC)
- 2009 - Oskar Krüger (Linköpings MS)
- 2008 - Fredrik Ulvesand (SMK Gävle)
- 2007 - Andreas Sjögren (SMK Hedemora)
- 2006 - Rasmus Mårthen (Mora MK)
- 2005 - Joakim Forsell (Järfälla MK)
- 2004 - Michael Andersson (Södertälje KRC)
- 2003 - Marcus Ericsson (SMK Örebro)
- 2002 - Christofer Karlsson (SMK Örebro)
- 2001 - Andreas Lindgren  (Västerås GK)
- 2000 - Andreas Jonsson (Södertälje KRC)
- 1999 - Mikael Vukaljovic
- 1989 - Joakim Andersson (Kils MK)

### Formel Yamaha
- 2015 - Carl Rubin (Rasbo MK)
- 2014 - Emil Sternmark (Katrineholms MK)
- 2013 - Victor Svensson (Bohus Racing)
- 2012 - Isabell Anderberg (Linköpings MS)
- 2011 - Nicole Käller Dahllöf (Enköpings MK)
- 2010 - Gustav Thorsell (Rasbo MK)
- 2009 - Fredrik Ulvesand (SMK Gävle)
- 2008 - Roberth Fälth (SMK Hedemora)
- 2007 - Rasmus Mårthen (Mora MK)
- 2006 - Mathias Strömberg (SMK Gävle)
- 2005 - Fredrik Björk (Södertälje KRC)
- 2004 - Niclas Blomqvist (SMK Gävle)
- 2003 - Magnus Thornberg (SMK Gävle)
- 2002 - Niclas Blomkvist (SMK Gävle)
- 2001 - Fredrik Backlund (Södertälje KRC)
- 2000 - Andreas Gustavsson (Rasbo MK)
- 1999 - Marcus Göthe

### Sport 2000
- 2013 - Niclas Nåtfors (Rättviks RK)
- 2012 - Sven-Arne Karlsson (SMK Hedemora)
- 2011 - Robert Jonsson (Järfälla MK)
- 2010 - Sven-Arne Karlsson (SMK Hedemora)
- 2009 - Roger Eriksson (Södertälje KRC)
- 2008 - Pelle Nejman (SMK Gävle)
- 2007 - Pelle Nejman (SMK Gävle)
- 2006 - Gusten Westerberg (Södertälje KRC)
- 2005 - Marcus Borgström (Mora MK)
- 2004 - Gusten Westerberg (Södertälje KRC)
- 2003 - Börje Holmström (Mora MK)
- 2002 - Mikael Nordström (SMK Gävle)
- 2001 - Daniel Wallinder (SMK Gävle)

### KZ2 (ICC)
- 2016 - Tobias Sjögren (SMK Hedemora)
- 2015 - Jonas Källström (SMK Västerås Karting)
- 2014 - Joakim Pettersson (SMK Västerås Karting)
- 2013 - Fredrik Carsting (Södertälje KRC)
- 2012 - Daniel Sjöberg (Järfälla MK)
- 2011 - Jimmy Lundkvist (Enköpings MK)
- 2010 - Andreas Sjögren (SMK Hedemora)
- 2009 - Niklas Sjögren (SMK Hedemora)
- 2008 - Johan Loftén (Södertälje KRC)
- 2007 - Marcus Jansson (Rasbo MK)
- 2006 - Marcus Jansson (Rasbo MK)
- 2005 - Andreas Risvall (SMK Hedemora)
- 2004 - Roger Eriksson (Mora MK)
- 2003 - Mattias Ekman (Södertälje KRC)
- 2002 - Mattias Ekman (Södertälje KRC)

### J60
- 2013 William Carlsson (Rasbo MK)
- 2012 Isac Blomqvist (Rasbo MK)
- 2011 -
- 2010 Ludvig Bogg (Järfälla MK)
- 2009 Wille Trygg (08 Karting)